# Francesco Cossiga
Francesco Cossiga (phát âm tiếng Ý: [frantʃesko kossiːɡa]; 26 tháng 7 năm 1928 – 17 Tháng 8 năm 2010) là một chính trị gia người Ý của đảng Dân chủ Cơ đốc. Ông là Thủ tướng Chính phủ lần thứ 42 của Italia giai đoạn 1979–1980 và Tổng thống thứ tám của Italia từ năm 1985 đến năm 1992. Ông cũng là một giáo sư luật hiến pháp tại Đại học Sassari.
Cossiga sinh ra ở Sassari ở miền bắc Sardinia. Ông bắt đầu sự nghiệp chính trị của ông trong thế chiến II. Tên của ông bây giờ thường được phát âm là [kossiːɡa], nhưng ban đầu nó được phát âm là [kɔssiɡa], với âm nhấn vào âm tiết đầu tiên, có nghĩa là "Corsica" trong Sassarese. Ông là người anh em họ của Enrico Berlinguer.